# آب پیازک
آب پیازک یا اشکنه نام یکی از غذاهای شیرازی است که برای تهیه آن به پیاز، روغن، ماست، تخم مرغ، شنبلیله، نعناع خشک، نمک و زردچوبه احتیاج است.
درابتدا پیاز را خرد کرده و در روغن فراوان تفت می‌دهیم، شنبلیه با زردچوبه اضافه کرده و تفت دادن رو ادامه می‌دهیم، نعناع خشک ونمک اضافه می‌کنیم مقداری آب به مخلوط اضافه کرده و یک ربع ساعت زمان برای پخت سبزیجات می‌دهیم به تعداد نفرات تخم مرغ‌ها را دانه‌دانه در قابلمه در حال جوش اضافه می‌کنیم ولی اصلاً هم نمی‌زنیم، ربع تا نیم ساعت فرصت می‌دهیم تا تخم مرغها ببندند زیر قابلمه را خاموش کرده ومقداری که غذا از جوشش افتاد ماست را در ظرف دیگر هم زده و به غذا اضافه می‌کنیم آرام آرام هم می‌زنیم بطوریکه تخم مرغ‌ها از هم باز نشود غذای ما آماده است. با مقداری نان نوش جان کنید.
البته بسیاری از کدبانوهای شیرازی سیب زمینی به صورت چهار گوش‌های کوچک به سبزیجات اضافه کرده بعد از تفت دادن میپزن وادامه مراحل را انجام می‌دهند. درهر دو صورت غذای بسیار لذیذ مناسب شام است.